# Upleta
Upleta é uma cidade e um município no distrito de Rajkot, no estado indiano de Gujarat.

## Geografia
Upleta está localizada a 21° 44′ N, 70° 17′ L. Tem uma altitude média de 39 metros (127 pés).

## Demografia
Segundo o censo de 2001, Upleta tinha uma população de 55 341 habitantes. Os indivíduos do sexo masculino constituem 51% da população e os do sexo feminino 49%. Upleta tem uma taxa de literacia de 71%, superior à média nacional de 59,5%: a literacia no sexo masculino é de 76% e no sexo feminino é de 65%. Em Upleta, 11% da população está abaixo dos 6 anos de idade.